# Бежаницкая возвышенность
Бежа́ницкая возвы́шенность — возвышенность в Псковской области, в междуречье Ловати и Великой. Имеет овальную форму. Протяжённость с юга-востока на северо-запад — 86 км, при ширине 35-45 км. Площадь — 4126 км². Вместе с Судомской и Лужской возвышенностями, формируют основу рельефа Псковской области.
Подошва возвышенности располагается на севере и востоке на высоте 100—120 м, на юге и юго-западе — 140—180 м. Поверхность сильно расчленённая, склоны имеют высоту до 50-60 м, преобладающие высоты — 180—220 м абсолютной отметки. В пределах возвышенности выделяется ряд крупных массивов и понижений. Крупными массивами являются Лобновский, где находятся горы Лобно высотой 337,9 м и Липницкая высотой 338,7 м (высшая точка Псковской области), а также Тарховский и Луговской. Здесь находятся истоки рек Великой, Алоль, Локни, Ущи, Сороти и других. Основная часть возвышенности расположена в Новоржевском, Бежаницком, Опочецком, Локнянском и Пустошкинском районах Псковской области. Ближайшими к высшей точке региона на Лобновском массиве являются деревни Власково и Наумково Макаровской волости Новоржевского района.
На возвышенности свыше 500 озёр, занимающих 6 % её поверхности. В озёрах водятся множество видов рыб. Почти треть возвышенности занята смешанными лесами. На платообразных участках встречаются дубравы.
Бежаницкая возвышенность — перспективное место отдыха, живописный озёрный и холмистый край с хорошей проходимостью.

## Литература

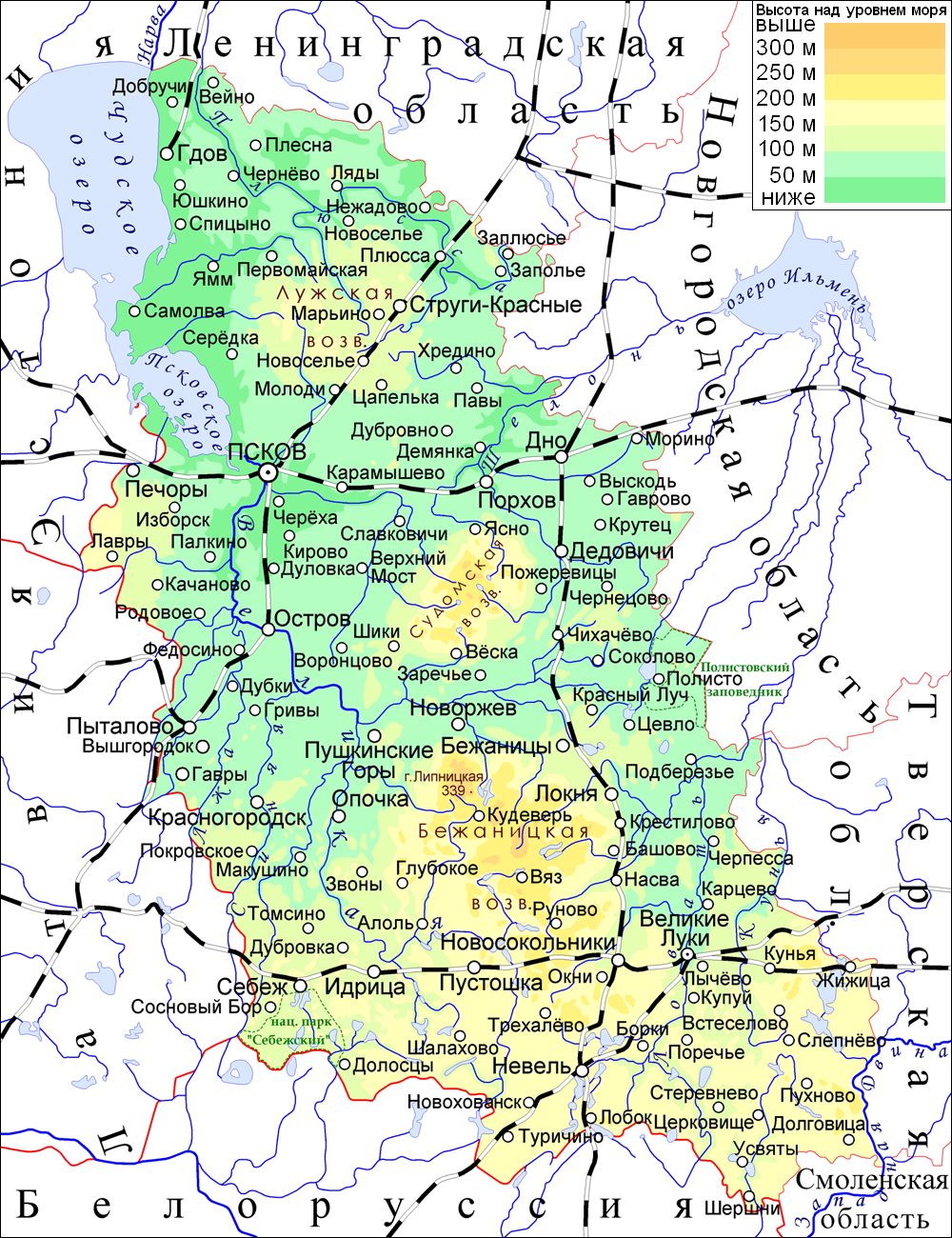
Карта Псковской области